# Amanda Bynes
Amanda Bynes, född 3 april 1986 i Thousand Oaks, Kalifornien, är en amerikansk skådespelare.

## Biografi
Bynes far Rick Bynes var tandläkare och ståuppkomiker, och hennes mor Lynn, född Organ, var tandhygienist.
Bynes fick upp ögonen för skådespeleri 1993 då hon övade tillsammans med Arsenio Hall och Richard Pryor vid ett humorläger och påbörjade sin karriär som professionell skådespelare vid sju års ålder, då hon medverkade i reklamfilmer för Buncha Crunch candies.
2007 skrev Bynes på ett femårskontrakt med Steve & Barry's, där hon skulle skapa sin egen klädkollektion, "dear". Den lanserades 16 augusti 2007.
Hösten 2018 gjorde Bynes sin enda intervju för året i tidningen Paper Magazine där hon berättade om sin kamp mot psykisk ohälsa och drogmissbruk. Hon uppmanade unga i samma sits som hon själv att söka hjälp.  Bynes är utbildad inom mode på colleget FIDM i Los Angeles, USA där hon gick en femårig utbildning. 
Bynes har återkommande talat om sin psykiska ohälsa. Under våren 2020 laddade hon upp en selfie till Instagram där hon berättade att hon lider av social ångest och var tvungen att hoppa av college. Hon planerar att fokusera på skolan och få toppbetyg trots motgångarna. 
Bynes är förlovad med internetpersonligheten Paul Michael.
I december 2023 startade Bynes en podcast, men avslutade den efter ett avsnitt.

## Filmografi
| År          | Film                                        | Roll                        | Övrigt    |
| ----------- | ------------------------------------------- | --------------------------- | --------- |
| 1996 - 2000 | All That                                    | Blandat                     |           |
| 1997 - 1999 | Figure It Out                               | Panelist                    |           |
| 1999        | Arli$$                                      | Crystal Dupree              | Gästroll  |
| 1999 - 2002 | The Amanda Show                             | Värd/Blandat/Penelope Taynt |           |
| 2001        | The Drew Carey Show                         | sketch player               | Gästroll  |
| 2001        | The Nightmare Room                          | Danielle Warner             | Gästroll  |
| 2001        | Rugrats                                     | Taffy                       | Röst      |
| 2002        | Big Fat Liar                                | Kaylee                      | Huvudroll |
| 2002 - 2006 | Ska du säga!                                | Holly Tyler                 | Huvudroll |
| 2003        | Allt en tjej vill ha                        | Daphne Reynolds             | Huvudroll |
| 2003        | Charlotte's Web 2: Wilbur's Great Adventure | Nellie                      | Röst      |
| 2005        | Robotar                                     | Piper Pinwheeler            | Röst      |
| 2005        | Temptation Island                           | Jenny Taylor                | Huvudroll |
| 2006        | She's the Man                               | Viola Hastings              | Huvudroll |
| 2007        | Hairspray (2007)                            | Penny Pingleton             | Biroll    |
| 2007        | Sydney White                                | Sydney White                | Huvudroll |
| 2008        | Living Proof                                | Jamie                       | Biroll    |
| 2010        | Easy A                                      | Marianne                    | Biroll    |

## Diskografi
- Diamonds[10] (singel 2022)

- Fairfax[11] (singel 2022)

## Priser och nomineringar
| År   | Resultat  | Gala                       | Övrigt |
| ---- | --------- | -------------------------- | --- |
| 2000 | Vann      | Kid's Choice Awards        | Blimp Award for Favorite Television Actress för: All That (1994) och The Amanda Show (1999)                                      |
| 2000 | Nominerad | Young Artist Award         | Best Performance in a TV Comedy Series - Leading Young Actress för: The Amanda Show (1999)                                       |
| 2000 | Nominerad | YoungStar Award            | Best Young Actress/Performance in a Comedy TV Series för: The Amanda Show (1999)                                                 |
| 2001 | Vann      | Kid's Choice Awards        | Blimp Award for Favorite Television Actress för: The Amanda Show (1999)                                                          |
| 2001 | Nominerad | Young Artist Award         | Best Performance in a TV Comedy Series - Leading Young Actress för: The Amanda Show (1999)                                       |
| 2002 | Vann      | Kid's Choice Awards        | Blimp Award for Favorite Television Actress för: The Amanda Show (1999)                                                          |
| 2002 | Nominerad | Teen Choice Award          | Film - Choice Chemistry för: Big Fat Liar (2002)                                                                                 |
| 2003 | Vann      | Kid's Choice Awards        | Blimp Award for Favorite Movie Actress för: Big Fat Liar (2002) Also for Favorite Television Actress för: The Amanda Show (1999) |
| 2003 | Nominerad | Young Artist Award         | Best Performance in a Feature Film - Leading Young Actress för: Big Fat Liar (2002)                                              |
| 2003 | Nominerad | Teen Choice Award          | Choice TV Actress - Comedy för: Ska du säga! (2002)                                                                              |
| 2004 | Vann      | Kid's Choice Awards        | Blimp Award for Favorite Movie Actress för: What a Girl Wants (2003)                                                             |
| 2004 | Nominerad | Teen Choice Award          | Choice TV Actress - Comedy för: Ska du säga! (2002)                                                                              |
| 2004 | Nominerad | Young Artist Award         | Best Performance in a TV Series - Leading Young Actress för: Ska du säga! (2002)                                                 |
| 2005 | Nominerad | Teen Choice Award          | Choice TV Actress: Comedy för: Ska du säga! (2002)                                                                               |
| 2006 | Nominerad | Teen Choice Award          | Movies - Choice Liplock för: She's the Man (2006)                                                                                |
| 2007 | Vann      | Hollywood Film Festival    | Ensemble of the Year för: Hairspray (2007)                                                                                       |
| 2007 | Vann      | Critics' Choice Award      | Best Acting Ensemble för: Hairspray (2007)                                                                                       |
| 2008 | Nominerad | Screen Actors Guild Awards | Outstanding Performance by a Cast in a Motion Picture för: Hairspray                                                             |